# Criss Angel Is A Douchebag
A Criss Angel Is A Douchebag az Odaát című televíziós sorozat negyedik évadjának tizenkettedik epizódja.

## Cselekmény
Dean és Sam Iowa államba kezdenek nyomozni egy rejtélyes ügyben; melyben a bűvészettel foglalkozó áldozat egyik pillanatról a másikra holtan esett össze, testét pedig mintha átszurkálták volna. A fiúk megismerkednek három bűvésszel; Jay-jel, Charlie-val és Vernonnan, ám hiába adják ki magukat FBI-ügynököknek, azok ezt nem hiszik el, így nem is segítenek nekik.
Samet a hotelben felkeresi Ruby, és közli vele, ha nem kezdi újra használni különleges képességét, rengeteg ember fog meghalni, hiszen Lilithnek már 34 pecsétet sikerült feltörnie a 66-ból.
Időközben újabb ember hal meg, egy Jeb nevű szintén bűvész, akit saját szobájában találnak meg felakasztva. Winchesterék ezután már találnak összefüggéseket: az első áldozat éppen akkor halt meg, mikor a korábban megismert Jay végrehajtotta a Halál Asztalát, a második pedig mikor Jay felakasztotta magát. Sam szerint a két áldozatnál talált kártya, a Tarot segítségével volt képes Jay mindkét veszélyes mutatványt túlélni, helyette ugyanis olyan ember halt meg, akinél a kártyát korábban elrejtette.
A fivérek elfogják Jay-t, ám hiába kérdezgetik, az nem tud semmit az esetekről, ráadásul egy óvatlan pillanatban megszökik, majd a rendőrökkel letartóztatja Deanéket. Mikor azonban a férfi a Halál Asztalát ismét végrehajtja, legjobb barátja, Charlie hal meg helyette. Jay ezért visszavonja a feljelentését és a Winchester fiúk segítségét kéri.
Később, mikor Vernon győzködi Jay-t, folytassa hatalmas nézettséget hozó műsorát, meglepő személy bukkan fel előttük: Charlie, méghozzá fiatalon. A férfi elmondja, egy P.T. Barnum nevű sikeres bűvésztől kapott varázskönyv segítségével szert tett a halhatatlanságra, ráadásul a Jay-jel történt sikereket is ezzel a könyvvel és a Tarottal hajtotta végre, nehogy barátjának az attrakciók során baja essen. Charlie-nak ugyan Veront igen, Jay-t viszont nem sikerül meggyőznie, tartsanak vele és éljenek örökké, amikor is a Winchester fiúk toppannak be. Charlie mindkettőt megpróbálja megölni varázslataival, sikerül is felülkerekednie rajtuk, Jay azonban meglepő módon melléjük áll: hasba szúrja magát, ám a Tarot miatt nem ő hal meg, hanem Charlie, akinek varázslata ezután abbamarad.
A történtek után Dean és Sam hiába győzködik, hogy helyesen cselekedett, Jay közli velük, szörnyen érzi magát, amiért megölte legjobb barátját. A férfi a mágikus kártyapaklit a szemetesbe dobatja, a fivérek pedig azon kezdenek tanakodni, vajon ezzel az életmóddal ők is meg fogják-e élni az öregkort...

## Természetfeletti lények

### Charlie
Charlie valaha a híres bűvész, P.T. Barnum segédje volt, akitől egy varázsigékkel teli könyvet kapott. A fiú ezt használva híres bűvésszé vált, és a halhatatlanság is a birtokába jutott. Trükkjeit azonban aljasan hajtotta végre: minden egyes halálos mutatványát túlélte, helyette azonban egy másik személy halt meg, méghozzá egy olyan illető, akihez előtte elrejtett egy bizonyos Tarot kártyát. Charlie később megismerkedett leendő bűvész-társaival, Jay-jel és Vernonnal.

## Időpontok és helyszínek
- 2009. január – Sioux City, Iowa

## Külső hivatkozások
- Supernatural-Criss Angel Is A Douchebag az Internet Movie Database oldalon (angolul)